# Nacionalni park
Nacionalni park je zaštićeni prostor posebne ljepote i dobre prirodne očuvanosti u kojima obitavaju biljke i životinje, gdje su ljudski utjecaji ograničeni. Ističe se svojim jedinstvenim biljnim i životinjskim svijetom i prirodnim rijetkostima. U Hrvatskoj postoji 8 nacionalnih parkova.
Najstariji svjetski nacionalni park je Yellowstone, utemeljen 1872. godine.

## U Hrvatskoj
Nacionalni park je jedna od devet vrsta zaštićenih područja u Hrvatskoj. Namjena mu je očuvanje izvornih prirodnih vrijednosti, znanstvena, kulturna, odgojno-obrazovna i rekreativna. Razina upravljanja je državna. Proglašava ga Hrvatski sabor.
Nacionalni parkovi su prostrana, pretežno neizmijenjena područja kopna i/ili mora iznimnih i višestrukih prirodnih vrijednosti koja obuhvaćaju jedan ili više sačuvanih ili neznatno izmijenjenih ekosustava. Namijenjeni su očuvanju izvornih prirodnih i krajobraznih vrijednosti, a imaju znanstvenu, kulturnu, odgojno-obrazovnu te rekreativnu namjenu. U nacionalnom parku su dopušteni zahvati i djelatnosti kojima se na ugrožava izvornost prirode, a zabranjena je gospodarska uporaba prirodnih dobara.
Nacionalni park je definiran u hrvatskom Zakonu o zaštiti prirode, članak 11. kao: "... prostrano, pretežno neizmijenjeno područje kopna i/ili mora iznimnih i višestrukih prirodnih vrijednosti, obuhvaća jedan ili više sačuvanih ili neznatno izmijenjenih ekoloških sustava, a prvenstveno je namijenjen očuvanju izvornih prirodnih vrijednosti."
Nacionalni parkovi u Hrvatskoj su:
- Brijuni
- Kornati
- Krka
- Mljet
- Paklenica
- Plitvička jezera
- Risnjak
- Sjeverni Velebit